# Rhyparomatrix
Rhyparomatrix är ett släkte av fjärilar. Rhyparomatrix ingår i familjen Lecithoceridae.
Kladogram enligt Catalogue of Life:
| Rhyparomatrix | \| \| Rhyparomatrix fuscolinianella \| \| \| \| \| \| Rhyparomatrix fuscotaeniaella \| \| \| \| |
|               | \| \| Rhyparomatrix fuscolinianella \| \| \| \| \| \| Rhyparomatrix fuscotaeniaella \| \| \| \| |
|               | Rhyparomatrix fuscolinianella                                                                   |
|               |                                                                                                 |
|               | Rhyparomatrix fuscotaeniaella                                                                   |
|               |                                                                                                 |